# Eldar Memišević
Eldar Memišević (né le 21 juin 1992) est un joueur de handball bosnien. Il évolue au sein du El Jaish SC et de l'équipe du Qatar de handball masculin.
Il participe notamment au Championnat du monde 2015.

## Galerie

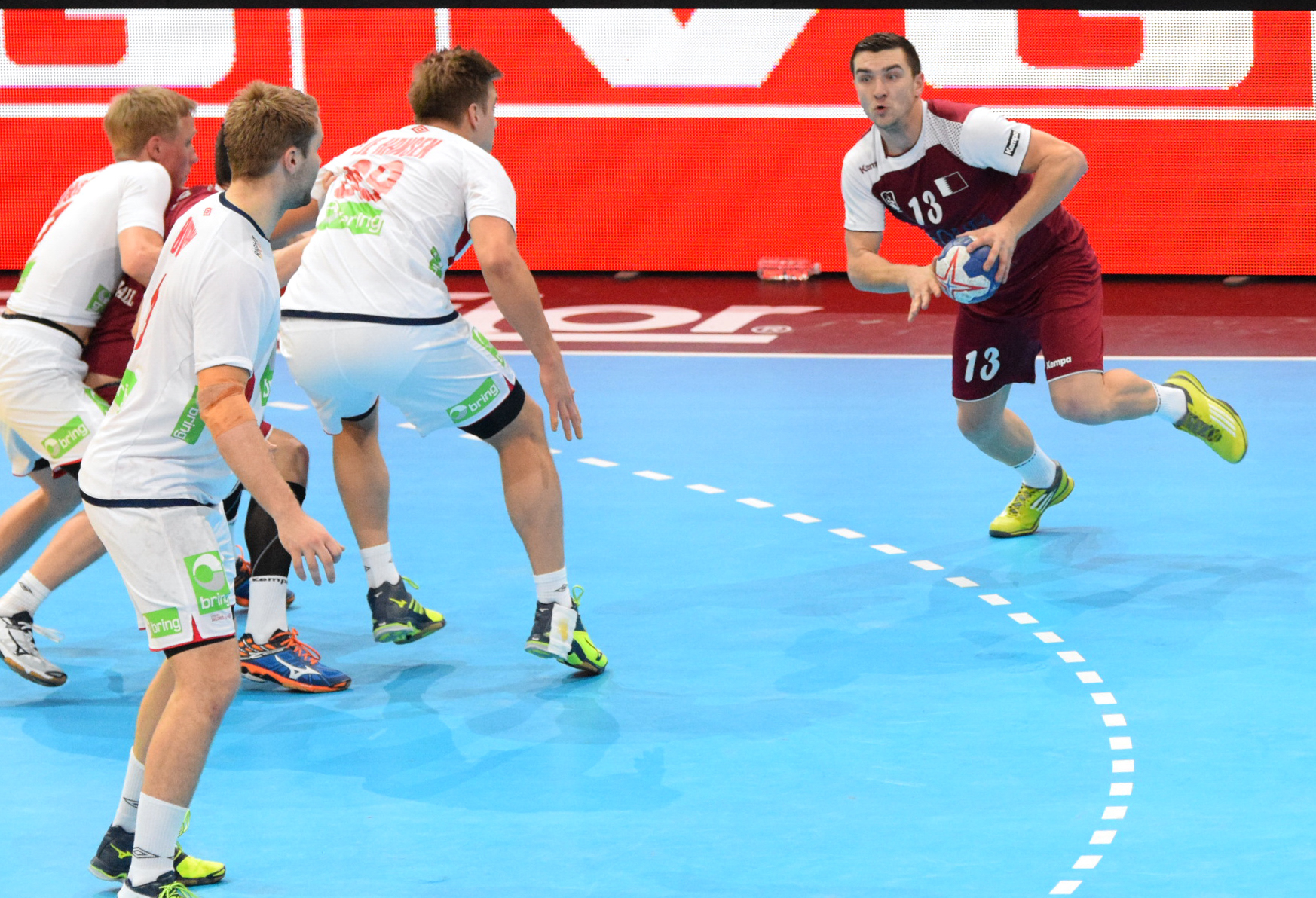
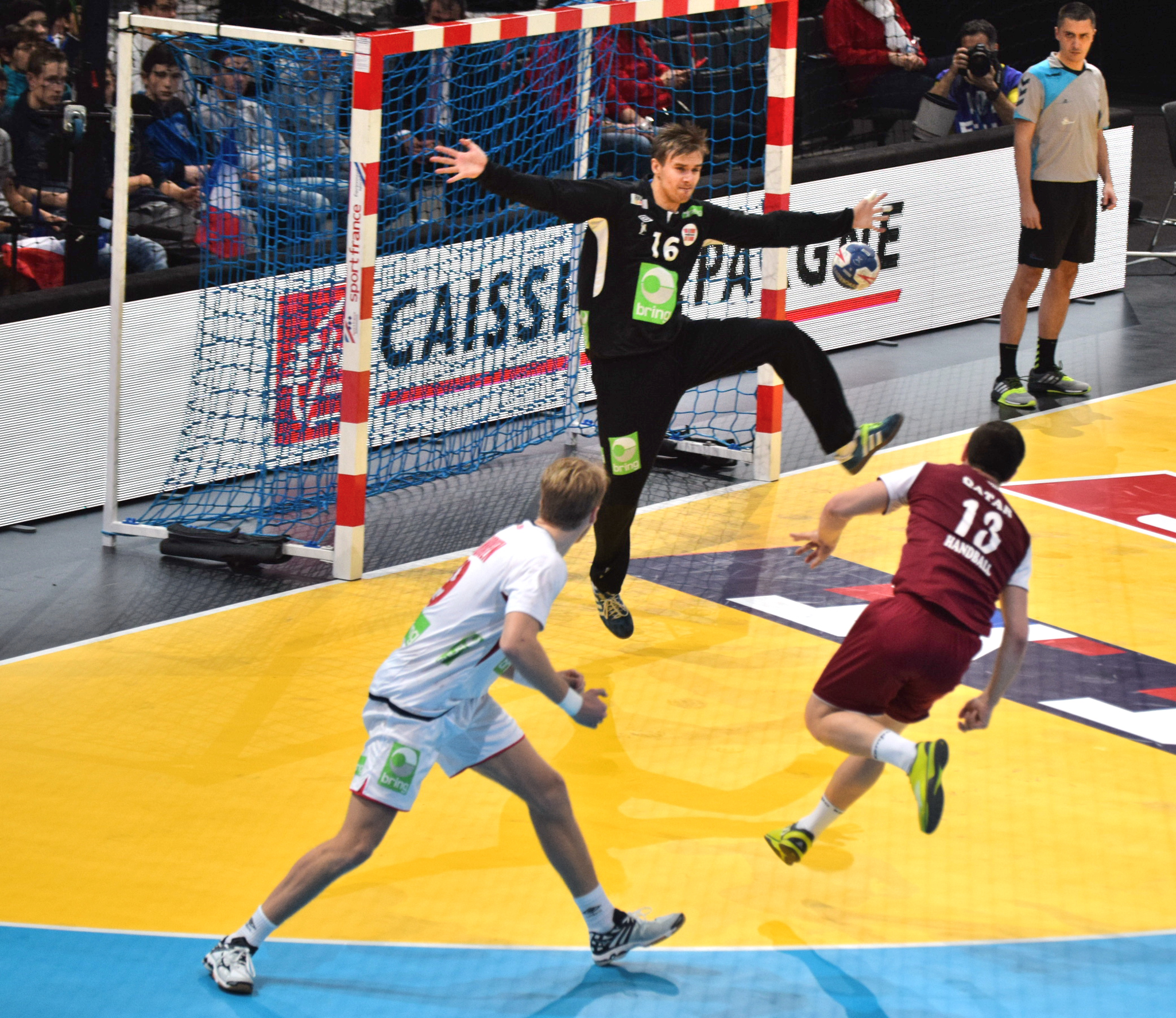

## Palmarès

### Sélections
Championnats du monde
- médaillé d'argent au Championnat du monde 2015 au  Qatar